# سیزده/هشت
۱۳/۸ (که با نام سیزده هشت نیز شناخته می‌شود) نام ششمین آلبوم خواننده و آهنگساز ایرانی، محسن نامجو است. کار نوشتن آهنگ‌ها در آمریکا و بین سال‌های ۲۰۱۱ تا ۲۰۱۲ انجام شده‌است. آلبوم حاوی هشت قطعه است که در طول کنسرت نامجو در دانشگاه برکلی کالیفرنیا ضبط شده‌است.

## فهرست آهنگ‌ها
1. تهران - ۱۰:۲۷
2. بیایید - ۹:۱۶
3. بیگاه شد - ۱۱:۲۷
4. خط بکش - ۱۳:۴۵
5. زان یار - ۱۳:۰۲
6. ۱۳/۸–۷:۳۶
7. رو سر بنه - ۸:۱۵
8. صنما - ۴:۵۰